# Inna Děvjatko
Inna Felixovna Děvjatko (rusky Инна Феликсовна Девятко) je  ruská socioložka.

## Vzdělání a profesní kariéra
Studovala na Fakultě psychologie Lomonosovovy univerzity, jež dokončila roku 1983. V roce 1991 dosáhla vědecké hodnosti kandidáta sociologických věd a v roce 2004 se stala doktorem sociologických věd. V roce 2006 získala  profesuru. V současné době pracuje jako vedoucí Katedry institucí na Vysoké škole ekonomické v Moskvě a zároveň jako hlavní vědecký pracovník Sociologického ústavu Ruské akademie věd. Je šéfredaktorkou časopisu Sociologie: 4M a členem redakční rady Časopisu pro sociologii a sociální antropologii (rusky Журнал социологии и социальной антропологии).
V životopise zveřejněném na webu VŠE má uvedenu znalost angličtiny, polštiny, němčiny, ukrajinštiny a hebrejštiny.